# Thierhaupten
Thierhaupten – gmina targowa w Niemczech, w kraju związkowym Bawaria, w rejencji Szwabia, w regionie Augsburg, w powiecie Augsburg. Leży około 20 km na północ od Augsburga, nad rzeką Friedberger Ach.

## Dzielnice
- Altenbach
- Hölzlarn
- Königsbrunn
- Neukirchen
- Ötz
- Sparmannseck
- Thierhaupten
- Weiden

## Polityka
Wójtem gminy jest Franz Neher z SPD, rada gminy składa się z 16 osób.
|      | CSU | SPD | FW | Unabhängige Bürger | Razem |
| 2008 | 6   | 4   | 4  | 2                  | 16    |
| 2002 | 6   | 5   | 3  | 2                  | 16    |